# Zomer met Monika
Sommaren med Monika is een Zweedse film uit 1953 onder regie Ingmar Bergman. De hoofdrollen worden vertolkt door Harriet Andersson en Lars Ekborg.

## Verhaal
Harry en Monika zijn twee jongeren uit een arbeidersmilieu in Stockholm. Ze voelen zich tot elkaar aangetrokken. Mede om de weinig gelukkige sleur van hun dagelijks leven te ontvluchten, trekken ze met de motorboot van Harry's vader naar het nauwelijks bewoonde eiland Ornö voor de kust van Stockholm. Daar ontstaat een zomeridylle, die door een andere jongen zal worden verstoord. Bovendien raakt hun geld op.
Eenmaal terug in Stockholm blijkt Monika zwanger te zijn en ze trouwen. Harry neemt zijn huwelijkse en ouderlijke plichten serieus, Monika niet. Uiteindelijk vertrekt Monika, en blijft Harry met hun dochtertje achter.

## Rolverdeling
| Acteur            | Personage       |
| ----------------- | --------------- |
| Harriet Andersson | Monika          |
| Lars Ekborg       | Harry           |
| Dagmar Ebbesen    | Harry's tante   |
| Åke Fridell       | Monika's vader  |
| Naemi Briese      | Monika's moeder |

## Vertoning in Nederland
De filmkeuring keurde de film in 1954 goed voor 18 jaar en ouder. Omdat men zich afvroeg of de film niet in strijd was met de openbare orde of de goede zeden werd herkeuring aangevraagd, maar dat leidde niet tot een ander oordeel.